# کوم میلا
کوم میلا (‎/ˌkʊm ˈmeɪlə/‎ یا ‎/ˌkʊm məˈlɑː/‎; دیواناگری: कुम्भ मेला) یا خُم مِلا به معنای ملاء خم ( گردهمایی افسانه خمره آب زندگانی) ، یک مراسمِ مذهبی است که توسط هندوها برگزار می‌شود و آن را بزرگ‌ترین مراسم زیارتی جهان می‌دانند.  طی نزدیک به دوماه که جشنواره برپاست مابینِ ۴۰ میلیون تا ۵۰ میلیون زائر در آن شرکت می‌جویند.

## دربارهٔ مراسم
کوم میلا برخلاف مراسم زیارتی سالیانه، در فاصله‌های چند ساله برپا می‌شود و حدود دو ماه به درازا می‌کشد. این مراسم هر ۳ سال، یک بار برگزار می‌شود و یکی از بزرگترین مراسم مذهبی و زیارتی جهان است. در این مراسم، هندوها خود را در آب رودخانه گنگ شستشو می‌دهند با این باور که با شست‌وشوی خود در «رود مقدس»، گناهان خود را بزدایند و بخت این را بیابند که «زندگی تازه‌ای را آغاز کنند». بر اساس اسطوره‌های هندو، در کوم میلا، پیروزی خدایان بر اهریمنان جشن گرفته می‌شود.
بسته به این‌که مراسم زیارتی در کرانه کدام رود که به گنگ می‌ریزد برگزار شود، مردم نیز در همان‌جا تن به آب می‌زنند. کوم میلا هر ۱۲ سال یک بار در الله‌آباد (در کرانه رود «جَمـُنا»)، یک‌بار در هاریدوار (کرانه رود گنگ)، یک‌بار در ناسیک (کرانه رود گوداواری) و یک‌بار در اوجائین (کرانه رود شپرا) برگزار می‌شود. فاصله‌های این مراسم و زمان‌بندی‌ها بسته به تقویم هندویی، با فاصله سه سال انجام می‌شود.
زائران هندو -احتمالا همانند زائران دیگر در مراسم دینی در گوشه و کنار جهان- بر این عقیده هستند که گردهمایی بزرگ آن‌ها در کرانه رود مقدس، نماد «صلح» و «توازن» است. اما شرکت در کومبه میلا فقط محدود به هندوها نیست و هرکسی می‌تواند در آن حضور داشته باشد. زائران فقط چند روزی از این دو ماه را در محل می‌مانند.
یکی از مهم‌ترین بخش‌های این زیارت «دسته پیشوایان» است؛ یعنی حضور پیشوایان دینی یا سادوها (مرتاضها) و زاهدان آشنا به هنرهای رزمی و سنت‌ها. «سادوهای عریان» نخستین کسانی هستند که با بدن‌هایی که با خاکستر پوشانده شده‌است تن به آب می‌زنند و پشت سر آن‌ها زائران وارد رود می‌شوند.
مردم در این مراسم نزد «پیشوایان» مکاتب مختلف آیین هندو می‌روند و درمه، رامایانا و دیگر آموزه‌ها را فرامی‌گیرند.
مراسم زیارتی کومبه میلا، نقش مهمی در فرهنگ و تاریخ هند بازی می‌کند و به همین دلیل نیز سیاست‌مداران، رسانه‌ها، شبکه‌های اجتماعی و مردم کوچه و خیابان را در هند به خود مشغول می‌کند.

## تاریخچه
قدمت دقیق این جشنواره نامشخص است و شستن گناهان در آب رود و تقدیس رودخانه‌ها در آیین هندو، قدمتی دیرینه دارد. طبق منابع قرون وسطی هندویی، ویشنو قطره‌های آمیرتا (آب زندگانی) را در حالی که در یک خُم یا گلدان (kumbha) حمل می‌کرده، در چهار مکان ریخته‌است. این چهار مکان به عنوان محل‌های کنونی کوم میلا هستند.
در نسخه‌ها و نوشته‌های قدیمی در هند، چندین اشاره به گردهمایی‌هایی کنار رود شده‌است، از جمله برخی مناطقی که امروزه در آن‌ها کومبه میلا برگزار می‌شود. با این حال این گردهمایی‌ها لزوماً نام کومبه میلا بر خود نداشتند.
گفته می‌شود از مهم‌ترین منابعی که به کومبه اشاره کرده‌اند، چهار گلشن و خلاصه‌التواریخ هستند که در سده‌های پیش به زبان فارسی در هند نوشته شدند.

## معنای نام
نام «کوم میلا» (Kumbh Mela) به معنای واقعی کلمه «جشنواره کوم» است.کُم و کمب همان خم و خمب پارسی است و  خم ملا و خمب ملا به معنی جشن خم است . این به معنای «کوم» در هندی (به علت حذف واکهٔ بی‌رنگ یا شوا) است. در سانسکریت و برخی از زبان‌های هندی دیگر؛ اغلب با نام اصلی «کومبه» با «کومبها» (Kumbha) شناخته می‌شود.
واژه «میلا» در سانسکریت به‌معنی «گردهمایی» یا دیدار است و جنوب و جنوب شرق آسیا هم محل برگزاری میلاهای مختلف است؛ مثلاً «میلای چراغان» برای مادو لال حسین یا شاه حسین، صوفی مشهور اهل لاهور. «کومبا» یا «کومب» اما ریشه‌های مختلفی دارد و از یک سو به برج دلو که به هندی «کومب راشی» گفته می‌شود و از سوی دیگر به افسانه‌های هندی بازمی‌گردد و به «گلدان» یا «خُمی» که در آن آب حیات یا شیره جاودانگی قرار داشت.

## میراث فرهنگی یونسکو
کومبه میلا در سال ۲۰۱۷ میلادی به «فهرست میراث فرهنگی ناملموس یونسکو» -دربرگیرنده میراث فرهنگی معنوی جهان- افزوده شد.

## مشکلات گردهمایی
طبیعتاً جمع شدن ده‌ها میلیون نفر طی کم‌تر از دو ماه در یک محل، و شست‌وشوی تن در آب رودخانه، ممکن است مشکلات زیست‌محیطی هم همراه بیاورد. از پلاستیک و زباله‌های دیگر گرفته تا توالت‌ها و طبیعتاً آب رودخانه که قرار است «گناهان» را با خود ببرد.
زائران معمولاً بار خود را می‌بندند، کمی آب و غذا برمی‌دارند و رهسپار مراسم می‌شوند، چند روزی در محل می‌مانند و به محل سکونت خود بازمی‌گردند تا زائران دیگر جایشان را بگیرند. بسیاری از زائران نیز از شهروندان کم‌درآمدی هستند که با پولی اندکی روانه محل شده‌اند؛ نه غذای چندانی دارند و نه چادری که بتوان در آن خوابید.
اخیراً دولت هند تلاش می‌کند توجه زائران را به حفظ پاکیزگی محل گردهمایی جلب کند و سال‌هاست غذای مجانی، آب نوشیدنی، و -برای کم‌درآمدها- محلی برای سکونت موقت، فراهم می‌کند.